# Gustavo Victoria
Gustavo Andres Victoria Rave (Armênia (Quindío), 14 de maio de 1980) é um ex-futebolista profissional colombiano, que atuava como meia.

## Carreira
Gustavo Victoria fez parte do elenco da Seleção Colombiana de Futebol na Copa América de 2004.